# Niels Fennet
Niels Fennet (født 1944) er en dansk ingeniør, milliardær og forretningsmand, der er bedst kendt for at have stiftet lavprishotelkæden Cabinn. Han er også ejer af den historiske kro Store Kro i Fredensborg.

## Tidligt liv og karriere
Fennet er født i 1944 i Valby i Nordsjælland men voksede op hos sin mor på Vesterbro i København, efter at forældrene blev skilt. Hans mor var lærer og blev senere inspektør på flere folkeskoler. Fennet studerede ingeniør og åbnede sit eget ingeniørrådgivningsfirma i en alder af 24. Virksomheden voksede til at have 45 ansatte.

## Grundlæggelsen af Cabinn-kæden
I slutningen af 1980'erne udtænkte Fennet ideen til CABINN-kæden og besluttede at bruge sin erfaring med omkostningseffektive byggeprojekter i en ny satsning og solgte sin virksomhed til medarbejderne i 1989. Hans første hotel åbnede i København i 1990.

## Andre investeringer
Fennet ejer også en portefølje af andre ejendomme.
I 2013 købte Fennet den historiske kro Store Kro ved siden af Fredensborg Slot i Fredensborg.

## Personlige liv
Niels Fennet bor sammen med sin hustru Lise Fennet på godset Hegnsholt ved Fredensborg nord for København. De har tre døtre.